# Аллен, Ноа
Ноа́ Джеймс А́ллен (англ. Noah James Allen; род. 28 апреля 2004, Пемброк-Пайнс, Флорида, США) — американский и греческий футболист, защитник клуба «Интер Майами» и молодёжной сборной Греции.

## Клубная карьера
Аллен родился в Пемброк-Пайнс, штат Флорида. Он начал свою карьеру в футбольном клубе «Уэстон», а в 2019 году перешел в академию «Интер Майами». Он дебютировал за резервную команду, «Интер Майами» II, 3 октября 2020 года в матче против «Норт Тексас». Аллен вышел в стартовом составе и отыграл 67 минут, а клуб из Флориды потерпел поражение со счетом 0:3.
26 февраля 2022 года Аллен дебютировал за основную команду «Интер Майами» в матче MLS против «Чикаго Файр». 11 марта 2022 года Аллен подписал контракт с «Интер Майами» в качестве доморощенного игрока.

## Карьера за сборную
В январе 2022 года Аллен был включен в состав сборной США до 20 лет.

## Личная жизнь
Аллен родился в США, но имеет греческое происхождение и по состоянию на 2022 год имеет греческий паспорт.

## Достижения

### Клубные
- Обладатель Кубка лиг: 2023

### Международные
- Чемпион КОНКАКАФ среди молодёжных команд: 2022